# Flavia Radrigán
Flavia Minerva Radrigán Araya (1964) es una dramaturga, escritora y académica chilena. Es hija del también dramaturgo Juan Radrigán.
Estudió licenciatura en artes con mención en artes plásticas en la Universidad de Chile, y realizó un postítulo en dramaturgia en la Pontificia Universidad Católica de Chile.
Su carrera en el teatro comienza a fines de la década de 1990, cuando obtuvo el premio Juegos Literarios Gabriela Mistral (1999) con el monólogo Miradas lastimeras no quiero, obra que se estrenó en el verano de 2002 en el Mesón Nerudiano bajo la dirección de Ricardo Balic y la actuación de Lina Boitano. Obtuvo, además, el Premio del Consejo Nacional del Libro y la Lectura con Qué rosa más horrible el 2002.
En el año 2004, dentro de la conmemoración del centenario del nacimiento de Pablo Neruda, en el marco del homenaje organizado por el Teatro Nacional de Chile, estrenó Un ser perfectamente ridículo, obra que estuvo en la polémica pues abordaba el abandono de Neruda a su hija Malva Marina, quien nació hidrocefálica y murió a los 8 años de edad, en total pobreza junto a su madre holandesa. La obra generó tal revuelo que Radrigán dejó de escribir teatro hasta el 2012.

## Obras
- Miradas lastimeras no quiero (1999)
- Lo que importa no es el muerto (2003)
- Un ser perfectamente ridículo (2004)
- Acabar con todo (2012)
- El descanso de las velas (2013)
- De las historias privadas de Dios. tomo 1 (2014)
- Peligro, peligro de mí (2015)
- Lear, el rey y su doble (2018)
- El Toño (2022)

También ha publicado los libros de cuentos “Los extravíos de su mirada” (2006) y “En el nombre del padre y de la hija” (2009), y la compilación “Ausencia de ti”, entre otros títulos.

## Reconocimientos
Radrigán ha sido reconocida con los premios Juegos Literarios Gabriela Mistral (en 1996 y 1998) y Consejo Nacional del Libro y la Lectura (2003 y 2010). También obtuvo una Beca a la Creación (2014- 2018).